# Papamosques de mig collar
El papamosques de mig collar (Ficedula semitorquata) és una espècie d'ocell de la família dels muscicàpids (Muscicapidae) que cria en boscos poc densos del sud de la Península Balcànica, Grècia, Turquia, zona del Caucas i nord de l'Iran. Passa l'hivern a l'Àfrica oriental. El seu estat de conservació es considera de risc mínim.